# Chiese del Territorio della Val d'Adige
Questa voce include tutte le chiese cristiane situate entro i confini del Territorio della Val d'Adige, nella provincia autonoma di Trento (ad esclusione di quelle del comune di Trento, elencate alla voce chiese di Trento). 
Gli edifici sono elencati in liste suddivise per comune; includono cinque chiese consacrate (sebbene non tutte officiate regolarmente), a cui si aggiungono tre cappelle e alcuni edifici scomparsi. Gli edifici di culto consacrati appartengono tutti alla confessione cattolica e fanno parte dell'arcidiocesi di Trento.

## Comune di Aldeno
| Esterno          | Interno | Nome                                                   | Periodo storico | Ubicazione                                                     | Informazioni |
| ---------------- | ------- | ------------------------------------------------------ | --------------- | -------------------------------------------------------------- | --- |
|                  |         | Chiesa di San Modesto                                  | XVIII secolo    | Aldeno, piazza Cesare Battisti, 14 45°58′37.12″N 11°05′26.87″E | Parrocchiale. Costruita nel 1767-76 per sostituire l'antica curaziale di San Zeno; nel 1872-76 venne affiancata dal campanile. |
| Cappelle         |         |                                                        |                 |                                                                | |
|                  |         | Cappella del Crocifisso                                |                 | Aldeno, Strada Provinciale 90 45°58′57.96″N 11°05′31.38″E      | Cappella cimiteriale. |
| Chiese scomparse |         |                                                        |                 |                                                                | |
|                  |         | Chiesa di San Zeno, o dei Santi Zenone, Vito e Modesto | XVI-XVII secolo | Aldeno, via dei Cesarei 45°58′38.34″N 11°05′22.02″E            | Risalente al XVI-XVII secolo, venne demolita nel Settecento; sopravvive solo il campanile riconvertito in torre civica.        |

## Comune di Cimone
| Esterno          | Interno | Nome                                                   | Periodo storico    | Ubicazione                                         | Informazioni |
| ---------------- | ------- | ------------------------------------------------------ | ------------------ | -------------------------------------------------- | --- |
|                  |         | Chiesa di San Rocco                                    | XIX secolo         | Covelo, via Covelo, 89 45°58′42.54″N 11°04′07.36″E | Costruita tra il 1870 e il 1881 per sostituire la più vecchia chiesa in centro al paese; nel 1899-1901 venne aggiunta la cappella laterale. |
| Cappelle         |         |                                                        |                    |                                                    | |
|                  |         | Cappella dell'Immacolata, o della Madonna degli Angeli | XIX secolo         | Maso Postal 45°58′46.48″N 11°05′01.83″E            | Cappella privata, eretta nel 1860. |
| Chiese scomparse |         |                                                        |                    |                                                    | |
|                  |         | Chiesa di San Giorgio                                  | Citata XVII secolo | Località San Giorgio                               | Attestata nel 1609. Abbandonata dopo la costruzione della nuova parrocchiale. |
|                  |         | Chiesa di San Rocco                                    | XVIII secolo       | Covelo 45°58′42.15″N 11°04′09.98″E                 | Costruita in centro al paese nel 1708 circa; sostituita dalla nuova parrocchiale omonima a fine Ottocento, venne poi quasi interamente demolita per problemi strutturali; ne rimangono conservati il campanile, ancora in funzione, la sagrestia (ora destinata ad altro uso) e la parete settentrionale, con l'arco dell'altare laterale. |

## Comune di Garniga Terme
| Esterno  | Interno | Nome                             | Periodo storico   | Ubicazione                                                          | Informazioni |
| -------- | ------- | -------------------------------- | ----------------- | ------------------------------------------------------------------- | --- |
|          |         | Chiesa del Cuore di Gesù         | XX secolo         | Garniga Nuova, piazza Don Pietro Simion 46°00′06.18″N 11°05′14.16″E | Parrocchiale. Costruita nel 1938-40. |
|          |         | Chiesa della Madonna del Rosario | XX secolo         | Garniga Vecchia, via Ca' di Sopra 46°00′49.45″N 11°05′03.54″E       | Costruita nel 1962-63; l'intitolazione alla Madonna del Rosario è ereditata da una piccola cappella che venne eretta a metà Ottocento nel paese. |
|          |         | Chiesa di Sant'Osvaldo           | Citata XIV secolo | Garniga Nuova 46°00′16.9″N 11°05′28.2″E                             | Citata nel 1377, venne ampliata nel 1522 allungando la navata verso ovest; un altro ampliamento ebbe luogo nel 1798, allungando la struttura stavolta verso est e aggiungendo il braccio meridionale del transetto. Nel 1834-38 venne costruita la nuova sagrestia (quella vecchia venne convertita nell'altro braccio del transetto). Abbandonata dopo la costruzione della nuova parrocchiale, venne anche depredata e andò in rovina, fino al restauro avvenuto nel 1966-71. |
| Cappelle |         |                                  |                   |                                                                     | |
|          |         | Cappella di San Maurizio         | XXI secolo        | Località Rocal 45°59′35.66″N 11°04′26.98″E                          | Costruita nel 2011-12 su iniziativa del signor Gaudenzio Piffer, che raccolse le volontà testamentarie espresse da tal Davide fu Nicolò Cont di Garniga nel 1917, quasi un secolo prima. |